# Herrarnas 100 kg i tyngdlyftning vid olympiska sommarspelen 1992
Herrarnas tyngdlyftning i 100-kilosklassen vid olympiska sommarspelen 1992 hölls den 2 augusti 1992 i Pavelló de l'Espanya Industrial i Barcelona.

## Resultat
| Plats | Idrottare                    | Kroppsvikt | Ryck (kg) | Ryck (kg) | Ryck (kg) | Stöt (kg) | Stöt (kg) | Stöt (kg) | Totalt |
| Plats | Idrottare                    | Kroppsvikt | 1         | 2         | 3         | 1         | 2         | 3         | Totalt |
| ----- | ---------------------------- | ---------- | --------- | --------- | --------- | --------- | --------- | --------- | ------ |
| 1     | Viktor Tregubov (EUN)        | 97,25      | 177,5     | 185,0     | 190,0 =OR | 215,0     | 220,0     | 220,0     | 410,0  |
| 2     | Timur Taymazov (EUN)         | 99,80      | 180,0     | 185,0     | 190,0     | 217,5     | 227,5     | 227,5     | 402,5  |
| 3     | Waldemar Malak (POL)         | 99,55      | 180,0     | 182,5     | 185,0     | 212,5     | 215,0     | 215,0     | 400,0  |
| 4     | Francis Tournefier (FRA)     | 99,25      | 170,0     | 170,0     | 172,5     | 217,5     | 222,5     | 222,5     | 387,5  |
| 5     | Petar Stefanov (BUL)         | 98,85      | 165,0     | 165,0     | 170,0     | 205,0     | 210,0     | 212,5     | 380,0  |
| 6     | Andrei Denisov (ISR)         | 95,40      | 170,0     | 175,0     | 177,5     | 202,5     | 210,0     | 210,0     | 377,5  |
| 7     | Udo Guse (GER)               | 99,05      | 162,5     | 167,5     | 170,0     | 205,0     | 210,0     | 212,5     | 377,5  |
| 8     | Yoshimitsu Nishimoto (JPN)   | 98,0       | 160,0     | 165,0     | 167,5     | 200,0     | 207,5     | 212,5     | 372,5  |
| 9     | Nazar Kadir (IRQ)            | 95,05      | 160,0     | 167,5     | 170,0     | 200,0     | 205,0     | 205,0     | 370,0  |
| 10    | Bijan Rezaei (SWE)           | 97,90      | 155,0     | 160,0     | 165,0     | 200,0     | 207,5     | 207,5     | 365,0  |
| 11    | Denis Garon (CAN)            | 98,65      | 155,0     | 160,0     | 160,0     | 200,0     | 210,0     | 212,5     | 365,0  |
| 12    | Petr Krol (TCH)              | 98,35      | 157,5     | 162,5     | 167,5     | 192,5     | 200,0     | 200,0     | 362,5  |
| 13    | Jeong Dae-Jin (KOR)          | 99,05      | 155,0     | 155,0     | 160,0     | 202,5     | -         | -         | 362,5  |
| 14    | Jaroslav Jokeľ (TCH)         | 97,80      | 152,5     | 157,5     | 162,5     | 185,0     | 192,5     | 200,0     | 355,0  |
| 15    | Wes Barnett (USA)            | 99,25      | 152,5     | 157,5     | 160,0     | 195,0     | 200,0     | 200,0     | 352,5  |
| 16    | Choi Dong-Gil (KOR)          | 97,05      | 150,0     | 155,0     | 160,0     | 185,0     | -         | -         | 345,0  |
| 17    | Abdollah Fatemi Rika (IRI)   | 97,70      | 150,0     | 155,0     | 155,0     | 180,0     | 190,0     | 195,0     | 340,0  |
| 18    | Emilson Dantas (BRA)         | 97,80      | 145,0     | 145,0     | 150,0     | 180,0     | 190,0     | 190,0     | 340,0  |
| 19    | Kim Lynge Pedersen (DEN)     | 96,10      | 150,0     | 155,0     | 155,0     | 185,0     | 190,0     | 190,0     | 335,0  |
| 20    | Jeremiah Wallwork (SAM)      | 95,80      | 125,0     | 125,0     | 130,0     | 152,5     | 160,0     | 165,0     | 290,0  |
| 21    | Redha Shaaban (KUW)          | 94,55      | 110,0     | 110,0     | 110,0     | 140,0     | 145,0     | 145,0     | 250,0  |
| -     | Panagiotis Drakopoulos (GRE) | 99,75      | 162,5     | 167,5     | 167,5     | 202,5     | 202,5     | 202,5     | DNF    |
| -     | Andor Szanyi (HUN)           | 98,75      | 175,0     | 180,0     | 180,0     | 215,0     | 215,0     | 215,0     | DNF    |
| -     | Sam Nunuke Pera (COK)        | 92,60      | 105,0     | 105,0     | 105,0     | -         | -         | -         | DNF    |
| -     | David Langon (USA)           | 97,40      | 150,0     | 150,0     | 150,0     | -         | -         | -         | DNF    |